# Гахан
Гахан, гахам — духовний і світський голова караїмської громади, він відповідав за спільноту джиматів (караїмських громад). Назва походить від хозарського слова каган (великий хан). Його посада нагадувала позицію халіфа серед мусульман, що поєднував світське та релігійне лідерство на все життя. Його обрало не духовенство, а представники караїмських громад, які називаються моріанами. Його функція відрізнялася від функції місцевого лідера караїмської релігії, званого хачам (єврейський мудрець). Тюркська назва гахан/чаган почала вживатися на початку ХХ століття.
У відповідності з законами кодифікації релігійної структури ХІХ-го століття у Росії, духовенство караїмів складалася з гаханів, газзанів і шамашасів. Газзан керував караїмською комуною (Джимат), а гахан — спільноту комун. Караїмський гахан, серед іншого, мав право благословляти спадкоємця російського престолу, поклавши руки на голову і вимовляючи слова молитви.
У 1837 р. В Росії було створено офіс Гахана Тавридсько-Одеського та Каримську канцелярію в Євпаторії, а в 1850 р. йому біли підпорядковані комуни (джимати) в Литві та на Волині. У 1863 р. Західні райони були відокремлені від юрисдикції Євпаторії і об'єднані у другу канцелярію гахана Тракайську спільноту. У міжвоєнній Польщі Тракайський гаханат був підтверджений Законом про Караїмське релігійне об'єднання 1936 р.. Місцем перебування хачан було Вільно, тоді як Караїмська канцелярія та секретаріат гаханату (разом із загальними та архівними архівами) знаходились у Тракаї.
Серед відомих гаханів був Хаджі Сірай Шапшал, у 1915—1919 роках він був головою гаханства в Євпаторії, а з 1928 року в Трокаї.